# 율곡유품(벼루,토지양여서)
율곡유품(벼루,토지양여서)(栗谷遺品(벼루,土地讓與書))는 대한민국 강원특별자치도 강릉시 죽헌동 강릉시오죽헌시립박물관에 있는, 조선시대 율곡 이이가 쓰던 벼루와 토지 양여서이다. 1971년 12월 16일 강원특별자치도의 유형문화재 제10호로 지정되었다.

## 개요
율곡 이이가 쓰던 벼루와 토지 양여서이다.
벼루는 가운데가 타원형으로 오목하게 패여 있고, 위쪽과 아래쪽에 나뭇가지와 잎사귀를 양각하였다. 벼루의 뒷면에는 글씨가 새겨 있는데, 정조 12년(1788)에 정조가 율곡 이이의 유품이 강릉에 있다는 말을 듣고 직접 보시고, 쓰신 것을 그대로 새긴 것이다. 보신 후 율곡의 유품을 소중히 보존하기 위해 어제각이라는 건물을 지어 보관하도록 하였다.
토지 양여서는 율곡이 그의 소유의 토지를 이종 권처균(權處均)에게 양여 한다는 증서로, 계약서나 각서와 같은 성질의 문서이다. 이 문서는 선조 12년(1579)에 율곡이 친필로 작성한 것으로, 이 때 율곡은 벼슬을 버리고 해주 석담에 가서 은거하고 있을 때였다.

## 같이 보기
- 이이

## 참고 문헌
- 율곡유품(벼루,토지양여서) - 국가유산청 국가유산포털